# اس‌اس کمرتا
اس‌اس کمرتا (به انگلیسی: SS Camorta) یک کشتی بود که طول آن ۲۸۵٫۲ فوت (۸۶٫۹ متر) بود. این کشتی در سال ۱۸۸۰ ساخته شد.